# Gammadensimètre
Un gammadensimètre à transmission sert à mesurer la masse volumique d'un sol.
Le principe de la mesure s'appuie sur le fait que l'atténuation des rayons γ par la matière est proportionnelle à la densité (pour une géométrie donnée).
La mesure consiste à introduire, dans deux trous parallèles verticaux préalablement forés, une source radioactive (137Cs) émettrice de photons γ et un détecteur. Le comptage des photons γ transmis à travers le sol par le détecteur permet d'obtenir la masse volumique du sol.
L'étalonnage de cet instrument s'effectue en laboratoire sur 4 blocs étalons dont la masse volumique est connue.